# Osmia glauca
Osmia glauca là một loài Hymenoptera trong họ Megachilidae. Loài này được Fowler mô tả khoa học năm 1899.